# Las Lajas (Argentyna)
Las Lajas – miasto w Argentynie, położone w zachodniej części prowincji Neuquén.

## Opis
Miejscowość została założona 8 lutego 1897 roku. W mieście znajduje się węzeł drogowy RN40 i RN242. 

## Demografia
Źródło.

## Miasta partnerskie
- Nacimiento (Chile)